# Salpingidae
Salpingidae je čeleď brouků z nadčeledi Tenebrionoidea.

## Popis
Brouci čeledi Salpingidae jsou od 2,5 do 4,5 mm dlouzí, zbarveni od červené přes černou až po metalickou bronzovou. Některé druhy jsou dvoubarevné.

## Výskyt
Tito brouci se vyskytují především pod kůrou listnatých a jehličnatých stromů, některé druhy také v chodbičkách kůrovců, kde požírají dospělé brouky i jejich larvy.

## Taxonomie
Salpingidae byli dříve zařazování společně s Mycteridae do čeledi Pythidae.
Ve střední Evropě je tato skupina zastoupena šesti rody s celkem 14 druhy. V Evropě, bylo zatím zaznamenáno 19 druhů v sedmi rodech. Čeleď je rozdělena do tří podčeledí.

### Podčeleď Agleninae
- Aglenus brunneus (Gyllenhall 1813)

### Podčeleď Lissodeminae
- Lissodema cursor (Gyllenhall, 1813)
- Lissodema denticolle (Gyllenhall, 1813)
- Lissodema lituratum (Costa, 1847)

### Podčeleď Salpinginae
- Colposis mutilatus (Beck, 1817)
- Rabdocerus foveolatus (Ljungh, 1823)
- Rabdocerus gabrieli (Gerhardt, 1901)
- Salpingus aeneus (Olivier, 1807)
- Salpingus planirostris (Fabricius, 1787)
- Salpingus ruficollis (Linnaeus, 1761)
- Salpingus tapirus (Abeille de Perrin, 1874)
- Sphaeriestes impressus (Wollaton, 1857)
- Sphaeriestes aeratus (Mulsant, 1859)
- Sphaeriestes bimaculatus (Gyllenhall, 1810)
- Sphaeriestes castaneus (Panzer, 1796)
- Sphaeriestes exsanguis (Abeille de Perrin, 1870)
- Sphaeriestes reyi (Abeille de Perrin, 1874)
- Sphaeriestes stockmanni (Biström, 1977)
- Vincenzellus ruficollis (Panzer, 1794)